# Gobierno de Montevideo
El gobierno de Montevideo o bien gobierno político y militar de Montevideo fue creado en 1751, poco después de la firma del tratado de Madrid de 1750, mientras era rey de España Fernando VI, con el objetivo de hacer más efectivo el control de la margen izquierda del Río de la Plata por las fuerzas españolas que poco antes se habían asentado definitivamente en ella.

## Historia
Las constantes amenazas del expansionismo de Portugal en la zona, prácticamente imposible de detener al no haber una población permanente en aquella frontera, como también la posibilidad de ataques de los charrúas y otros pueblos (movidos o no por los portugueses) motivaron a la Corona española a crear, en torno a la recientemente fundada ciudad de Montevideo esta jurisdicción. Previamente el mando político estaba a cargo del Cabildo de Montevideo, y el militar del comandante de armas de las fuerzas veteranas acantonadas allí.
Al morir el comandante Domingo Santos de Uriarte, el entonces gobernador bonaerense José de Andonaegui puso interinamente en ese puesto al capitán Francisco Gorriti y el 16 de septiembre de 1749 informó al rey proponiéndole la unificación de los dos cargos. El rey accedió, declarando a la ciudad «Plaza de Armas» y «Gobierno Político y Militar», nombrando al mariscal José Joaquín de Viana como primer gobernador de Montevideo. Este llegó al Río de la Plata en el barco Nuestra Señora de la Concepción el 3 de febrero de 1751, desembarcando en Buenos Aires, donde jura el cargo de primer Gobernador de Montevideo ante el capitán general Andonaegui y toma posesión del mismo en sesión solemne que el Cabildo montevideano celebrara el 14 de marzo.

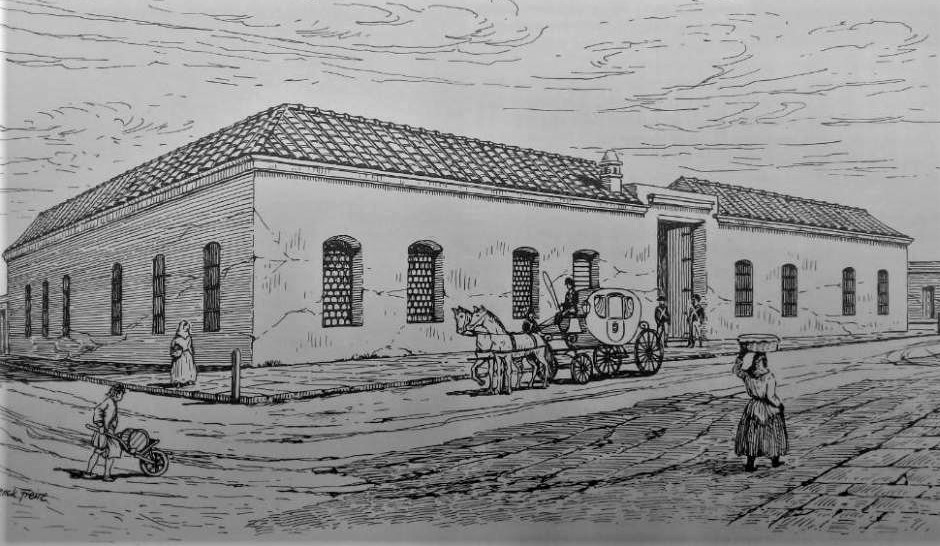
Casa de Gobierno, sede de la Gobernación de Montevideo.

A pesar de ser Montevideo por aquellos días una aldea casi insignificante, primaron las consideraciones militares por sobre cualquiera otras y la ciudad experimentará desde entonces un crecimiento en importancia dentro de los planes españoles de defensa de la región.
A la gobernación creada se le asignó una jurisdicción de control directo que no abarcaba más allá de los 70 kilómetros de distancia (dos días de a caballo), lo que constituía, de hecho, la única zona en la que se podía asegurar un control militar real.
Sus límites correspondían a los establecidos el 24 de diciembre de 1726 por Pedro Millán, poco después de la fundación de Montevideo, comprendían los territorios desde la boca del arroyo Cufré (límite departamental entre Colonia y San José), en el oeste, hasta el cerro Pan de Azúcar, al este, llegando por el norte desde las nacientes de los ríos San José y Santa Lucía siguiendo la línea de la Cuchilla Grande hasta el cerro Ojosmín, que se encuentra en el actual departamento de Flores. Corresponde a los actuales departamentos de Montevideo, Canelones y parte de los de San José, Flores, Florida, Lavalleja y Maldonado.

Límites fijados por Pedro Millán, aprobados por la real cédula del 15 de abril de 1728: 

que desde la boca del arroyo que llaman de Jofré, siguiendo la costa del Río de la Plata hasta este puerto de Montevideo, y desde él siguiendo la costa del mar hasta topar con las sierras de Maldonado, ha de tener de frente este territorio, y por mojón de ella, el cerro que llaman Pan de Azúcar; y de fondo hasta las cabezadas de los ríos San José y Santa Lucía, que van a rematar a un albardón que sirve de camino a los faeneros de corambres, y atraviesa la tierra desde la misma sierra y paraje que llaman Cebollati, y viene a rematar este dicho albardón a los cerros que llaman Guejonmí, y divide las vertientes de los dichos ríos San José y Santa Lucía a esta parte del sur, y las que corren hacia la parte del norte y componen el río de Yi y corren a los campos del río Negro. Y con esta seña del dicho albardón, que divide las vertientes a norte y sur, y ha de servir de mojón por la parte del fondo, queda deslindado el término y jurisdicción que señalo a esta ciudad por su frente y fondo como va referido.

Dado que su jurisdicción era estrecha, el Cabildo de Montevideo se dirigió al rey pidiendo su ampliación en 20 leguas el 31 de agosto de 1769.
El 8 de junio de 1784 el virrey marqués de Loreto colocó bajo las órdenes militares del gobierno de Montevideo el puerto de Maldonado, la fortaleza de Santa Teresa y el fuerte de Santa Tecla.
El 4 de septiembre de 1788 por disposición del virrey marqués de Loreto, fue ampliada por delegación del virrey la jurisdicción del gobernador de Montevideo como subdelegado de Real Hacienda hasta los ríos Negro, Uruguay y de la Plata, incluyendo Colonia del Sacramento, Real de San Carlos, Rosario, Víboras, Vacas, Santo Domingo de Soriano, Maldonado, Pueblo nuevo de S. Carlos, Santa Teresa, Santa Tecla y demás de aquel continente.

El distrito de Montevideo termina por la parte meridional en el río de la Plata, más por la setentrional se extiende al fuerte de Santa Teresa sobre el Chuy, la laguna Merim, el Piratiny, el Fuerte de Santa Tecla y el río Negro.
Diario de Diego de Alvear

El virrey Nicolás Antonio de Arredondo retiró esa delegación en 1790.
En 1810 estaban dentro de la jurisdicción de Montevideo las villas de San Juan Bautista (Santa Lucía), Guadalupe (Canelones), San José, las tres con cabildos, y los partidos judiciales de Pando, Las Piedras y Porongos (Trinidad).

## Gobernadores militares montevideanos
Los gobernadores de Montevideo, desde 1751 hasta 1814, fueron:
- José Joaquín de Viana (14 de marzo de 1751 - 8 de abril de 1764)
- Agustín de la Rosa (8 de abril de 1764 - 1771)
- José Joaquín de Viana (1771 - febrero de 1773)
- Joaquín del Pino y Rozas (febrero de 1773 - 2 de agosto de 1790)
- Antonio Olaguer Feliú (2 de agosto de 1790 - 11 de febrero de 1797)
- José de Bustamante y Guerra (11 de febrero de 1797 - 1804)
- Pascual Ruiz Huidobro (1804 - 3 de febrero de 1807)

El 3 de febrero de 1807 las fuerzas inglesas ocuparon la ciudad de Montevideo, destituyendo y apresando al gobernador Ruiz Huidobro, además de suplantar el mando por uno de ocupación urbana, siendo el primer comandante británico de la ciudad de Montevideo sir Samuel Auchmuty, que sería sucedido desde el 10 de mayo del mismo año por sir John Whitelocke. Los británicos permanecieron en la ciudad hasta el 9 de septiembre de ese año, fecha en la que los españoles recuperaron el control de la misma, restableciendo de esta forma la desaparecida gobernación dependiente de la intendencia de Buenos Aires.
- Francisco Javier de Elío (9 de septiembre de 1807 - 17 de septiembre de 1807)
- Juan Ángel Michelena (17 de septiembre de 1808 - 28 de septiembre de 1808)
- Francisco Javier de Elío (28 de septiembre de 1808 - 15 de julio de 1809)
- Junta de gobierno
- Vicente Nieto (30 de septiembre / 14 de diciembre - 28 de septiembre de 1809)
- Francisco Javier de Elío (29 de septiembre de 1809 - 5 de junio de 1810)
- Joaquín de Soria (5 de junio - 7 de octubre de 1810)
- Gaspar de Vigodet (7 de septiembre / 7 de octubre de 1810 - 17 de noviembre de 1811)

## La revolución hispanoamericana y la intervención portuguesa
Durante las negociaciones de paz entre el virrey Elío y el gobierno de Buenos Aires en 1811, el primero exigía que se le entregue toda la Banda Oriental, mientras el segundo solo quería admitir que se respete la autoridad de Elío en los límites de la Gobernación de Montevideo, es decir los trazados por Millán en 1726.
El 23 de junio de 1814, las tropas enviadas por el Gobierno de Buenos Aires (incluyendo orientales) al mando de Carlos María de Alvear entraron en Montevideo, poniendo fin a la dominación española en la ciudad. El Directorio, conducción política de la revolución del Río de la Plata, instituyó el cargo de gobernador intendente de Montevideo de las Provincias Unidas del Río de la Plata, designando sucesivamente para ocuparlo a:
- Nicolás Rodríguez Peña (9 de julio a 25 de agosto de 1814)
- Miguel Estanislao Soler (25 de agosto de 1814 a 25 de febrero de 1815)

El 25 de febrero de 1815, las tropas de las Provincias Unidas abandonan Montevideo, que queda en manos de fuerzas libres que respondían a Artigas, quien designó dos gobernadores delegados durante el período de su control efectivo de la Banda Oriental. Estos serían los últimos que detentasen el cargo de gobernador, quienes fueron:
- Fernando Otorgués (25 de febrero a julio de 1815)
- Miguel Barreiro (julio de 1815 a 20 de enero de 1817)

Iniciada la invasión luso-brasileña a la Banda Oriental en julio de 1816, y vencidas las tropas de Artigas, Montevideo cayó sin resistencia en manos de los portugueses, dirigidos por el general Carlos Federico Lecor, barón de la Laguna, el 20 de enero de 1817.